# Mohammad Aqil Nadeem

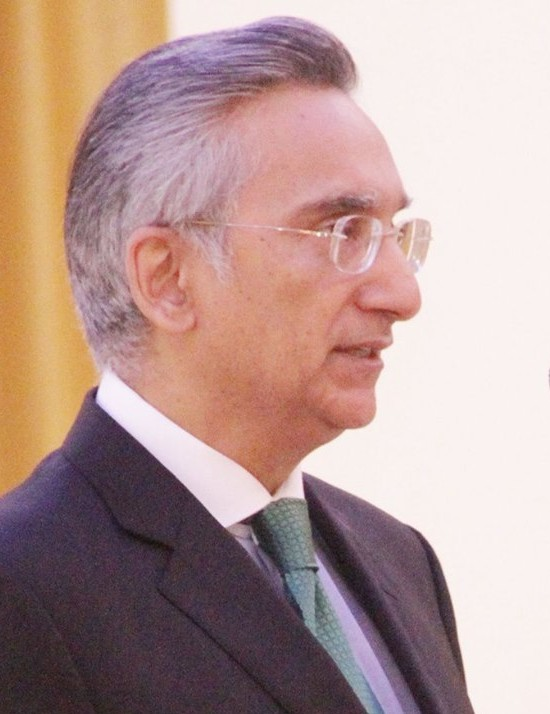
Mohammed Aqil Nadeem (2016)

Mohammad Aqil Nadeem (* 1958) ist ein pakistanischer Diplomat.

## Werdegang
Nadeem trat dem pakistanischen Auswärtigen Dienst 1984 bei. Im Außenministerium arbeitete er als Section Officer (1984–1987 und 1991–1993), Direktor (1999 und 2004–2005) und Generaldirektor (Dezember 2013–Juli 2015). Im Ausland war er für den Dienst in London (1988–1990), Athen (1993–1996), Duschanbe (1996–1997), Jakarta (1998) und als Generalkonsul Pakistans in Houston (2007–2013). Von 1999 bis 2004 war Nadeem an die Übergangsverwaltung der Vereinten Nationen für Osttimor (UNTAET) abgestellt.
Von 2016 bis 2018 war Nadeem pakistanischer Botschafter in Indonesien, Osttimor und bei den ASEAN mit Sitz in Jakarta.

## Sonstiges
Nadeem hat einen Master-Titel in Internationalen Beziehungen. Er ist verheiratet und hat zwei Söhne.